# 라싱 페롤
라싱 클루브 데 페롤(Racing Club de Ferrol)은 스페인에 있는 페롤을 연고로 하는 축구팀이다. 이 팀은 1919년에 창단되었으며, 현재 프리메라 페데라시온에 참가하고 있다.

## 선수 명단

### 현역
참고: FIFA 자격 규정에 따라 소속된 국가대표팀 국기를 표시합니다. 선수는 복수의 FIFA 비회원국 국적을 가지고 있을 수 있습니다.
| 번호 | 포지션 | 국적 | 이름            |
| ---- | ------ | ---- | --------------- |
| 8    | MF     |      | 알렉스 로페즈   |
| 12   | DF     |      | 에마누엘 인수아 |

| 번호 | 포지션 | 국적     | 이름            |
| ---- | ------ | -------- | --------------- |
| 20   | FW     |          | 알바로 히메네스 |
| 23   | DF     | 우루과이 | 에릭 카바코     |

## 같이 보기
- 페롤